# Martinizmus

A martinista pecsét

A martinizmus a keresztény misztika, illetve az ezoterikus kereszténység egy formája, mely az első ember bukásával, az isteni forrásától való – anyagi állapota miatti – megfosztottságával, és a visszatérése folyamatával – melyet "újraegyesülésnek", illetve "megvilágosodásnak" hív – foglalkozik.
E misztikus tradíciót először magas szintű szabadkőműves rendszer formájában hozta létre Martinez de Pasqually 1740 körül Franciaországban, majd később különféle formában terjesztette két tanítványa: Louis-Claude de Saint-Martin és Jean-Baptiste Willermoz.
A Martinizmus fogalmát mind a sajátos tantételekre, mind az 1888-ban – Augustin Chaboseau és Gérard Encausse (más néven: Papus) által – újként megszervezett és megalapított "Martinista Rend" tanításaira alkalmazzák, azonban a tradíció kezdetén, a XVIII. században nem használták. A zavart még inkább növelte, hogy a XVIII. század végén egymással csereszabatosan használták a fogalmat Louis-Claude de Saint-Martin és Martinez de Pasqually tanításaira egyaránt, és előbbi műveit az utóbbinak tulajdonították. A martinizmus tényleges átadása Augustin Chaboseau és Gérard Encausse számára még dokumentálásra vár.

## A tradíció három ága
A martinizmus az időrendben történt átadás szerint három fajtára osztható:

### Elus-Cohen
Az Elus-Cohen vagy Elus Coën elnevezés "papi kiválasztottat" jelent héberül. Ez volt az első, és kifejezetten teurgikus ág, melyben az "újraegyesülés" volt az elérendő cél. Az Elus-Cohent Martinez de Pasqually alapította, aki Saint-Martin tanítómestere volt. Az eredeti Elus-Cohen valamikor a XVIII. század kései vagy a XIX. század korai időszakában szűnt meg, azonban a XX. században újjászületett Robert Ambelain jóvoltából, és ma is működik különféle martinista rendekben.
Az Elus-Cohen Rend három fokozatának "Szentély"-ként ismert legmagasabbikán, mely önmagában is három fokot tartalmaz, melyek közül a legfelsőn, a "Vörös Rózsa" Mesterén ("Reaux-Crois"), Isteni Síkhoz tartozó entitások megidézését végezték. Ez világossá teszi, hogy az Elus-Cohen nem csak misztikus, hanem mágikus rend is volt. Főként "Mender"-t, Jehoshua-t idézték meg, melynek alapvető eljárásait a Salamon Kulcsa(en) tartalmazza, ideértve a mágikus körök, angyalnevek, bolygószimbólumok használatát. Az alacsonyabb fokozatok mágikus operációi, az azt végző és a Láthatatlan Világ közötti kapcsolat létrehozását célozták. Fennkölt és gyönyörű imák igyekeztek életre kelteni a Rend által elérni kívánt célt. Ördögűzést is végeztek, hogy megtörjék az Univerzumban létező démoni befolyást és megakadályozzák, hogy az embereket hatalmukba kerítsék és hogy harcoljanak a fekete mágia ellen.

### Helyreállított Skót Rítus
Vagy más néven Chevaliers Bienfaisants de la Cité-Sainte (CBCS) eredetileg szabadkőműves rítus volt, a "Szigorú Szertartású Rítus" reformált változata, mely filozófiája magasabb fokozataiban úgy martinista, mind Elus-Cohen praxison alapult. A CBCS-t Jean-Baptiste Willermoz alapította a XVIII. század végén, aki Martinez de Pasqually tanítványa volt, illetve Saint-Martin barátja. A CBCS-nek alapításától kezdődően napjainkig sikerült megmaradnia, egyfelől tisztán szabadkőműves rítusnak, másfelől különállónak is, mely nyitott a nők számára is.

### Saint-Martin martinizmusa
Louis-Claude de Saint-Martin ága olyan misztikus hagyomány, mely hangsúlyt fektet a meditációra és a belső spirituális alkímiára. Saint-Martin helytelenítette, hogy ezen tanításokat kortársai "martinizmusnak" nevezzék, ehelyett a "szív csendes útjaként" határozta meg, melynek célja az újraegyesülés elérése. Saint-Martin valószínűleg nem szervezte "renddé" ezt az irányzatot, azonban tanítványok kisebb köreit gyűjtötte maga köré, akiknek átadta tanításait.
Dióhéjban tehát a martinizmus, ahogyan ma ismerjük, tartalmazza Martinez de Pasqually teurgikus hagyományát ("Martinezizmus"), Jean-Baptiste Willermoz (templomos) lovagi szabadkőművességét ("Willermozizmus") és Louis-Claude de Saint-Martin keresztény teozófiáját. Ezt az örökséget szervezte újjá "Martinista Rendként" Augustin Chaboseau és Gérard Encausse (Papus) 1886-ban. A martinista örökség Chaboseau és Papus részére történt szabályos átadása jelenleg még nem bizonyított.

## Martinezizmus és az Elus-Cohen

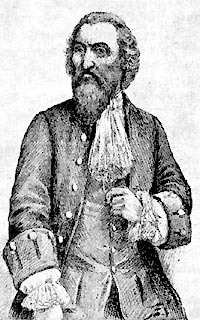
Martinez de Pasqually

Martinez de Pasqually 1765-ben hozta létre a l'Ordre des Chevaliers Maçons Élus Coëns de l'Univers (Az Univerzum Kiválasztott Papjainak Szabadkőműves Lovagrendje), mely szabadkőműves joghatóságként működött a Francia Királyságban.
A Rend háromféle fokozatcsoportot foglalt magában. Az első csoport a három hagyományos, szimbolikus szabadkőműves fokozatot jelentette. A következő általánosságban szintén szabadkőműves fokozatcsoport volt, mely azonban tartalmában már utalt Pasqually saját titkos tanításaira is. A legfelső csoport mágikus jellegű volt, mely pl. ördögűzéssel is foglalkozott általánosságban és egyénileg is. A legmagasabb fokozat a Reaux-Croix (Rózsás-Kereszt) volt, melyben a tanítvány megtanulta a teurgia használatát a fizikain túli spirituális birodalmakkal való kapcsolatfelvétel érdekében.
A Rend alaptételeit Pasqually az egyetlen általa írt Értekezés a lelkek újraegyesüléséről című könyvében írta le., mely először alkalmazza az Édenkert hasonlatot, és utal "Helyreállítóként" Krisztusra. Az Elus-Cohen végső célja az üdvösség elérése volt mágikus invokációk és bonyolult teurgikus operációk révén.
Martinez de Pasqually halála után még működött egy ideig az Elus-Cohen Rend, de a XIX. század első felére már mind alvó állapotba került. Az utolsó személy, aki még az Elus-Cohen eredeti megnyilvánulásához kapcsolódott, Destigny volt, aki 1868-ban hunyt el.

## Louis-Claude de Saint-Martin

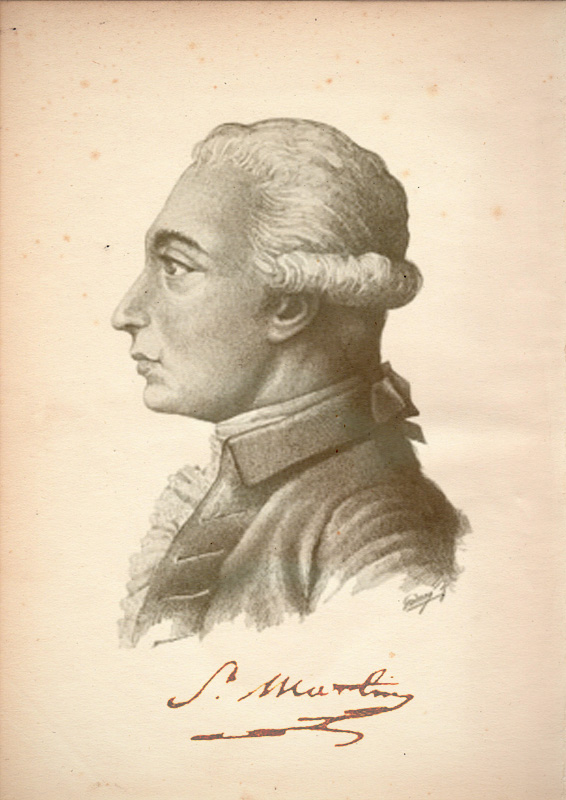
Louis-Claude de Saint-Martin

Saint-Martin Martinez de Pasqually tanítványa, majd titkára volt és az Elus-Cohen legmagasabb, Reaux-Croix fokozatú beavatottja. Saint-Martin aztán egyre elégedetlenebb lett az Elus-Cohen teurgikus rituáléival, mert úgy érezte, hogy azok túl vannak bonyolítva és nehezen érik el a kívánt célt. A teurgia helyett a belső kontemplációt részesítette előnyben, azt, amit "a szív útjának" nevezett, de ezzel együtt is méltányolta Martinez hatását saját gondolkodásmódjára. Saint-Martin ezen felül sok inspirációt merített Jakob Böhme műveiből is. 1777-ben, miután hasztalan győzködte az Elus-Cohen Rendet, hogy tegyen magáévá egy sokkal kontemplatívabb praxist, minimálisra csökkentette a részvételét a Rend tevékenységeiben és végül 1790-ben meg is szakított velük minden kapcsolatot.
Saint-Martint többek kapcsolatba hozták bizonyos "beavatott társaságok", vagy az "Ismeretlen Filozófusok Rendje" alapításával, de – habár avatott be egyes személyeket – valójában ez teljesen informális és esetleges volt. A Martinizmus önmagában, szervezett rendi keretek között Papus és Chaboseau kezdeményezése és erőfeszítései előtt nem létezett.

## Willermoz és a Skót Rítus
Jean-Baptiste Willermoz 20 éves kora óta szabadkőműves beavatott volt a „Szigorú Rítus” szabályai szerint. 1767-ben avatták be az Elus-Cohen Rendbe, melynek elérte a legmagasabb fokát, és akit Pasqually csak "Legfelsőbb Bíró"-nak hívott.
Pasqually halála után nézeteltérés támadt a Rendben és Willermoz 1778-ban néhány "Legfelsőbb Bíró" társával elhatározták, hogy a meglévő, szigorú rítusú Auvergne szabadkőműves rendtartomány fokozatait kiegészítik két továbbival, melyek az Elus-Cohen filozófiáját tükrözik, de teurgikus praktikák nélkül, ugyanakkor lovagi szabadkőműves rítusba ágyazódnak. A rítus neve Chevaliers Beneficient de la Cité-Sainte (CBCS) lett, és a struktúra ezzel együtt így nézett ki:
1. Inas
2. Iparos legény
3. Mester
4. Skót mester
5. Istállómester növendék
6. A Szent Város Jótékony Lovagja (C.B.C.S.)
7. Hivatásos Lovag
8. Nemes Lovag

A francia ág megreformálása után Willermoz kísérletet tett a német ágak meggyőzésére, de jelentős ellenállásba ütközött a bajor illuminátusok és személyesen Adam Weishaupt részéről, aki maga is szabadkőművesek köréből toborzott tagokat, továbbá rossz iránynak tekintette a szabadkőművességen belül terjedő misztikus-spirituális rózsakeresztességet.

## Az eredeti Martinista Rend

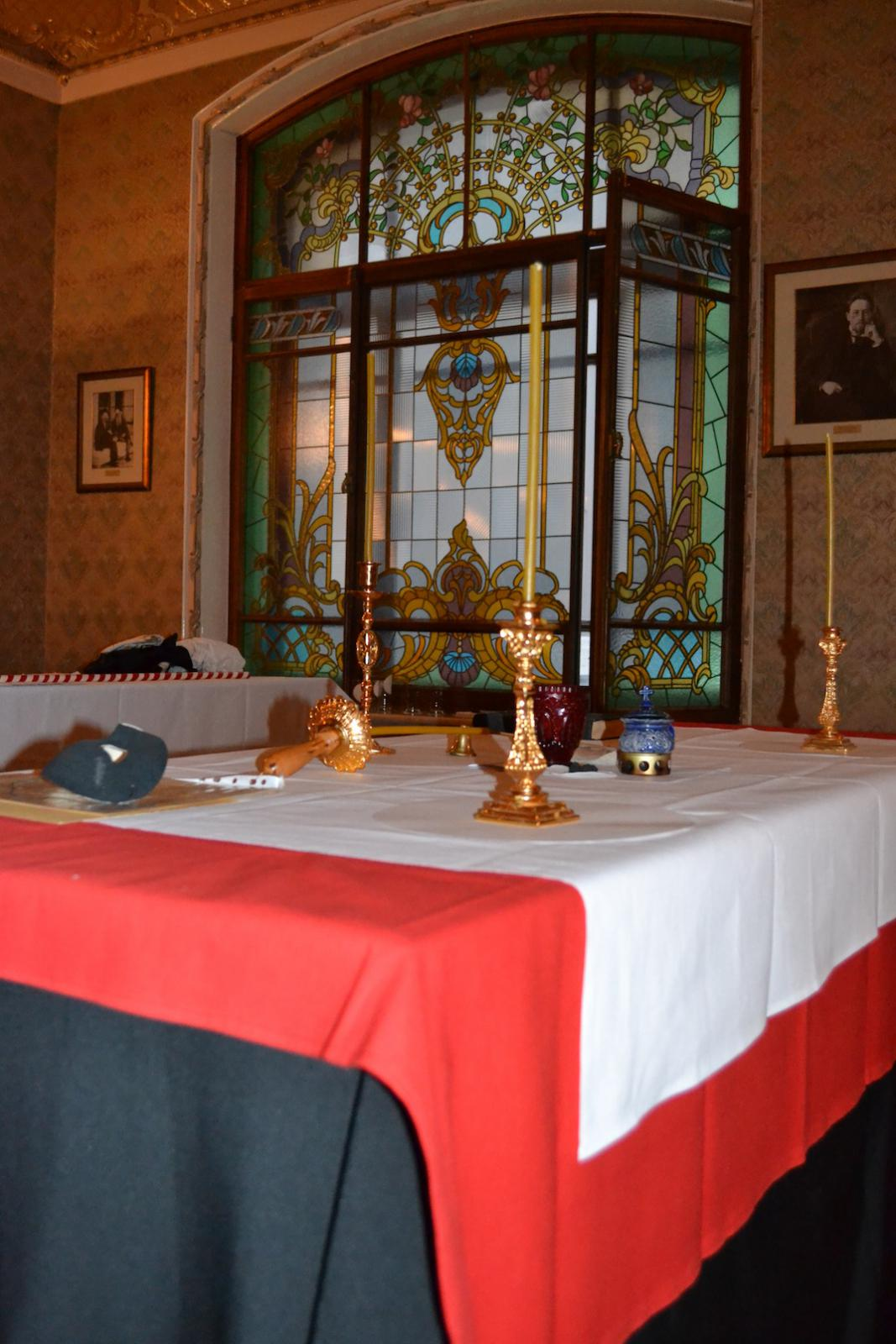
A Szuverén Autonóm Ősi Martinista-Martinezista Rend oltára

### Megalakulás
Saint-Martin tanítványai az Ismeretlen Filozófus tanításait terjesztették Franciaországban, Németországban, Dániában, de legfőképpen a cári Oroszországban. Egyikük Henri Delaage (1825-1882) volt, aki 1880-ban beavatta a fiatal párizsi orvost, Gérard Encausse-t (aki később Papus néven lett ismert) Saint-Martin tanításaiba. Ennek lett a következménye, hogy 1888-ban Augustin Chaboseau-vel és több társával létrehozott egy misztikus rendet, melyet Martinista Rendnek hívott.
Papus és Chaboseau megismerkedésekor derült ki, hogy mindketten más beavatási láncolaton keresztül, de ugyanúgy Saint-Martin eredeti követőin keresztül kapták meg a martinista alaptéziseket és a személyes beavatást. Papus állította, hogy birtokába kerültek Pasqually-tól származó eredeti dokumentumok és hogy barátjától, Henri Delaage vikomt-tól származik "Saint-Martin Rendjéhez" fűződő tudása. Habár Encausse rájött, hogy van egy "hiányzó láncszem" saját beavatási láncolatán, ő és Chaboseau kölcsönösen beavatták egymást, így egyesítve martinista eredetüket. A martinisták azt vallják, hogy hiteles beavatott az, aki be tudja mutatni Saint-Martinig visszamenőleg beavatása láncolatát.

### Fokozatok és a rituálé
A Martinista Rend páholy-rendszerben alakult meg és négy fokozattal működött:
1. Tagtárs
2. Misztikus
3. Ismeretlen Feljebbvaló (S::I::/Supèrieur Inconnu)
4. Ismeretlen Beavató Feljebbvaló (S::I::I::/Supérieur Inconnu Initiateur) (Páholy/Heptad Mester).

Ezek közül az első két szint vezeti be a jelöltet az alapvető martinista elképzelésekbe, és feltehetően a harmadik adja meg azt a beavatást, melyet Saint-Martin adott át eredeti tanítványainak. A rituálékról általánosságban a következők mondhatók el:
- A martinizmus misztikus kereszténysége abban nyilvánul meg, hogy páholymunkát Yeheshuah (héberül: יהשוה) invokációval indítanak, mely a Tetragrammaton kiegészítése a héber Shin betűvel, melyet legelőször Johannes Reuchlin javasolt Jézus kabbalisztikus betűzési módjának.
- A páholystruktúrán túl a martinista rituálék nem mutatnak hasonlóságot a szabadkőműves szimbolikus rítusokkal, azoknak sajátos, ezoterikus tartalmú, dramatizált jellegük van. Egyes állítások szerint ugyanakkor bizonyos rituálék az egyiptomi típusú szabadkőművességből, illetve a Willermoz-féle Helyreállított Skót Rítusból erednek.[13]
- A rituálék Martinez de Pasqually filozófiájának elemeit foglalják magukban, kabbalisztikus és Louis-Claude de Saint-Martin tanításaira vonatkozó utalásokkal.
- A jelöltektől elvárják, hogy a rituálé kulcspontjain önállóan válaszoljanak. Folyamatosan bátorítják őket arra, hogy meditáljanak a bemutatott szimbólumokon.
- A rituálék gyakran élnek a meglepetés eszközével, hogy ráerősítsenek céljukra.

### Rövid működés
1905-ben II. Miklós orosz cár meghívta Papust Carszkoje Szeloba, hogy tanácsot kérjen a belföldön kialakult forradalmi mozgalmakkal kapcsolatos nehézségei miatt.
René Guénon a Martinista Rend beavatottja volt 1906 és 1912 között és Humanidad, illetve Melchissedec páholyokat látogatta, továbbá cikkeket publikált a L'Initiation (Beavatás), és a Revue Indépendante des Hautes Etudes Martinistes (Felsőbb Martinista Tanulmányok Független Folyóirata) lapokban. A Papus által szervezett 1908. június 7. és 10. között megtartott Congrès Spiritualiste (Spiritualista Kongresszus) Victor Blanchard, Paul Veux, Paul Chacornac, Theodor Reuss, és Charles Détré (alias Teder) részvételével zajlott és egyben a Guénonnal való együttműködés csúcsát is jelentette. A Martinista Rend szabályszerűségét a Francia Nagyoriens(en) képviselője erősen megkérdőjelezte. Guénon 1909-ben a Martinista Rend berkein belül létrehozta az Ordre du Temple-t (A Templom Rendjét). Ez és Palingenius néven a Gnosztikus Egyházban való részvétele okozta végül a szakítást Papus és Guénon között.

### Szétszóródás
Az Első világháború katasztrofális következményekkel járt a Martinista Rend számára. Papus 1916. október 25-én frontorvosi szolgálata teljesítése közben elhunyt, kijelölt utódja, Charles Détré (Teder) pedig 1918-ban halt meg. Utóda, a Martinista Rend Nagymestereként Jean Bricaud lett, aki visszanyúlt a willermozizmushoz és erre a lovagi szabadkőműves alapra helyezte a Rendet. A túlélő tagok a háború után egymással versengő csoportokra forgácsolódtak szét, mert sokan nem értettek egyet az alapok megváltoztatásával, a Rend szabadkőművesség felé tolódásával. Constant Chevillon Bricaud bizalmasa és barátja volt, akit 1932-ben nevezett meg utódaként a Rend élére és aki 1934-ben bekövetkezett halála után átvette a helyét.
A második világháborúig tartó időszakban kivételesen adományozták az I::L:: vagy S::I::IV rendfokozatokat a S::I::I:: fokozattól való megkülönböztetésül, melyet új martinista joghatóságok legátusai is kezdtek kapni, akik potenciálisan nagymesterekké válhattak. Az ötödik, I::L:: (Szabad Beavató/Initiateur Libre) fokozat feljogosította a viselőjét az alatta lévő négy fokozatba történő – Páholy, illetve Heptad formalitásoktól független – személyes beavatásra, és arra, hogy új és független Martinista Rendet alapítson és azt nagymesterként képviselje. Erre példa a kanadai Rose+Croix Martinist Order fokozat-struktúrája:
1. Tagtárs
2. Misztikus
3. Ismeretlen Feljebbvaló (S::I::/Supèrieur Inconnu)
4. Ismeretlen Beavató Feljebbvaló (S::I::I::/Supérieur Inconnu Initiateur) (Páholy/Heptad Mester).
5. Szabad Beavató (I::L::/Initiateur Libre/S::I::IV) (Nagymester/Nagy Beavató).

## Martinista és Szinarchikus Rend (OM&S)
Számos francia martinista támogatta Karl Wilhelm Naundorff törekvéseit a francia trón megszerzésére. Egy ún. "szinarchista mozgalomba" tömörültek és megalakították a Martinista és Szinarchikus Rendet (OM&S) Victor Blanchard vezetésével.
1934 augusztusában, a FUDOSI első találkozója keretében a Rózsakeresztes rend (AMORC) imperátora, Harvey Spencer Lewis, Émile Dantinne és több más FUDOSI méltóság, beavatást kapott az OM&S-be. Az 1936 szeptemberében megtartott második FUDOSI találkozón Ralph Maxwell Lewis (Sar Validivar) beavatást nyert az OM&S S::I::IV fokozatába. Dr. Lewis az 1937-es harmadik FUDOSI találkozótól kezdődően viselte az Amerika Nagyfelügyelője (Grand Inspector) és az USA Szuverén Nagymester Legátusa címeket és engedélyt kapott OM&S páholyok létrehozására az Amerikai Egyesült Államokban.
Lewis elővigyázatosságból úgy döntött, hogy mivel Victor Blanchard (Sar Yesir) nem tudott minden szükséges alapdokumentumot bemutatni, továbbá mivel az OM&S tevékenységei korlátozottak voltak (szinte csak beavatásokat végeztek és Párizsban nem volt Páholyuk, így Blanchard egy másik szervezet, a Fraternitae des Polaires tempelében végzett beavatásokat), nem indítja meg az OM&S tevékenységét Amerikában.
1938. július 14-én Blanchard kikiáltotta önmagát a világ minden beavató rendje és rózsakeresztese egyetemes nagymesterének. Meg volt győződve róla ugyanis, hogy – asztrálerők révén – misztikus kapcsolatban áll a "Himalája Ezoterikus Rózsakeresztes Központjával" és az azt uraló "Három Legfelsőbb Bölccsel". Asztrális látomásainak egyike alapján úgy hitte, ő "a jövendő nagy Szellem a Rózsa és Kereszt jele alatt". E kinyilatkoztatást eljuttatta a szövetség minden nagymesterének, hűséget kérve és elismerést igényelve. A hatás gyors volt és világos. Számos OM&S-tag és méltóság (pl. Jeanne Guesdon és George Lagreze /az 1891-es Legfelső Tanácsnak is tagja volt/) tiltakozásul kilépett a szervezetből és sokan átléptek a TMO-ba. Blanchardot nyilatkozata nyomán kizárták a FUDOSI-ból és megfosztották minden tisztségétől. Blancharddal végül a háború után (1946-ban) egyezség született, de vezető tisztséget már nem kapott a szövetségben és szervezete, az OM&S helyett 1939-től kezdődően a TMO vált a FUDOSI vezető martinista szervezetévé.

## Tradicionális Martinista Rend (TMO)
1931-ben Augustin Chaboseau, az 1891-es Martinista Legfelső Tanács még életben lévő két tagjával, Victor-Émile Michelet és Lucien Chamuel urakkal szövetkezve elhatározta, hogy feltámasztja a Papus-val együtt alapított Rendet. Az azóta alakult martinista szervezetektől megkülönböztetendő, felvették az Ordre Martiniste Traditionnel (OMT) (angolul: Traditional Martinist Order – TMO) nevet. A Nagymester Victor-Émile Michelet lett, akit 1939-ben bekövetkezett halála után Augustin Chaboseau követett az ő 1946-os tranzíciójáig. 1939-ben, a FUDOSI vezető méltóságainak megkeresése után, beléptette szervezetét a szövetségbe és Ralph Maxwell Lewis-t, az AMORC új imperátorát (apja, Harvey Spencer Lewis ez év augusztusában elhunyt, utóda fia lett az AMORC és a FUDOSI élén is) kérte fel arra, hogy vigye el Amerika számára a tradicionális martinizmust, ezért Lewist kinevezték Szuverén Legátusnak és a TMO Regionális Nagymesterének és megkapta a szükséges dokumentumokat a Rend amerikai beindításához. Chaboseau lett a FUDOSI vezető "triumvirátusának" egyike, és felvette a Sar Augustinus misztikus nevet.

## A háború pusztítása
Benito Mussolini már 1925-ben betiltotta a szabadkőműves szervezeteket, míg Adolf Hitler 1938-ban rendelettel tiltott be minden beavató rendet, társaságot és testvériséget. A náci rezsimmel kollaboráns dél-francia Vichy-kormány 1940-ben tette ugyanezt. A martinistákat szabadkőműveseknek tekintették. Tilos volt gyűléseket tartani, kiadványokat terjeszteni. A korábban aktív szervezetek dokumentumait, nyilvántartásait az SS Ahnenerbe nevű alakulata elkobozta és gyakran megsemmisítette. A náci rezsim az okkult szervezetek tagjait, így a martinistákat is, letartóztatta és azok vagy rögtön kivégzőosztagok elé vagy koncentrációs táborokba kerültek. A legismertebb okkultista személyiség, akit kivégeztek, Constant Chevillon volt. Számos rendtag az ellenállásban tevékenykedett, így pl. Leon Lelarge (Sar Agni) is, mások rejtőzködtek, mint Émile Dantinne (Sar Hieronymus) is. Egyedül a semleges Svájc és Amerika nyújtott biztonságos védelmet martinista szervezetek számára. A Második világháború tehát az elsőhöz hasonló katasztrofális következményekkel járt a martinista és más okkult rendek európai életében, tagjait gyakorlatilag megtizedelték a háborús évek szörnyűségei.

## Újjáépítés és jelenkor
Az eredeti Martinista Rend társalapítója, Augustin Chaboseau és a Rend Legfelsőbb Tanácsa további prominens tagja, Chaboseau kijelölt utóda, George Lagréze is elhunyt 1946-ban, így a TMO gyakorlatilag vezető nélkül maradt. Ralph Maxwell Lewis, a TMO Regionális, majd az 1947-es FUDOSI találkozótól Szuverén Nagymestereként a Martinista Rend egy olyan Legfelsőbb Tanácsán munkálkodott, melynek részese lett volna az OM&S, a TMO, és a FUDOSI-hoz csatlakozott kisebb martinista szervezetek. Ezt a tervet azonban sem az 1947-es, sem az 1949-es FUDOSI találkozón nem koronázta siker. A FUDOSI 1951-ben felbomlott és ettől kezdve a TMO az AMORC védnöksége alatt hajtotta végre amerikai és nemzetközi szervezetének kiépítését.
A TMO utódlása és a FUDOSI felbomlása kapcsán, az azzal egyet nem értők, kisebb martinista szervezeteket alapítottak, melyek jó része nem vált hosszabb távon életképessé. A ma is működő martinista szervezeteket az alábbiakban soroljuk fel:

### Martinista szervezetek listája
- Ancient Martinist Order Archiválva 2021. április 21-i dátummal a Wayback Machine-ben (AMO), 2000-ben alapított rend, mely martinista szervezetek egyesítését tűzte ki célul. Támogatja az OM&S, az OM, az Ordre Martinste Initiatic Reformé, az Order Martiniste Chevaliers du Christ, és az Order of Elect Cohens.
- Ancient Martinist-Martinezist Order (AMMO), orosz martinista szervezet.
- British Martinist Order (BMO), 1991-ben alapított brit martinista szervezet.
- The Hermetic Order of Martinists (HOM), csak mester fokot elért szabadkőművesek számára nyitott rend, akik egyben a Societas Rosicruciana in Anglia (SRIA) tagjai is.
- The Martinist Order O∴V∴C∴, svéd martinista szervezet, mely a lovagi hagyományokat ápolja.
- Ordine Martinista Antico e Tradizionale (OMAT)
- Ordre Martiniste (OM), párizsi központú martinista szervezet, mely a Papus által alapított eredeti Martinista Rend örökösének tartja magát.
- Ordre Martinistes Souverain (OMS), 2013-ban alapított szervezet.
- Ordre Martiniste et Synarchique (OM&S), egy "szinarchikus" rend.
- Ordre Martiniste of North America (OMNA) a Gnosztikus Egyházzal ápol elmélyült kapcsolatot.
- Ordre Reaux Croix Archiválva 2009. október 9-i dátummal a Wayback Machine-ben (ORC), 2002-ben alakult és három fokozattal működik.
- Rose Croix Martinist Order (R+CMO), 1991-ben alakult szervezet, mely négy fokozattal működik és a teurgiára helyezi a hangsúlyt.
- Rose-Croix Martinist Order (RCMO), 1982-ben alapított kanadai martinista szervezet.
- Swedish Martinist Order Archiválva 2021. február 24-i dátummal a Wayback Machine-ben (SMOCI) svéd martinista szervezet, mely Elus-Cohen hagyományokat követ.
- Traditional Martinist Order (TMO), mely a AMORC védnöksége alatt működik. Angol nyelvű oldal.
- L'Ordre Martiniste Traditionnel (OMT), mely a AMORC védnöksége alatt működik. Francia nyelvű oldal.

## Fordítás
- Ez a szócikk részben vagy egészben  a   Martinism című angol Wikipédia-szócikk fordításán alapul.  Az eredeti cikk szerkesztőit annak laptörténete sorolja fel. Ez a jelzés csupán a megfogalmazás eredetét és a szerzői jogokat jelzi, nem szolgál a cikkben szereplő információk forrásmegjelöléseként.